# كولن جونز (لاعب كرة قدم)
كولن جونز (بالإنجليزية: Colin Jones)‏ (و. 1987  م) هو لاعب كرة قدم أمريكية، من الولايات المتحدة، ولد في بريدجبورت، تكساس، يلعب كمُؤمن ‏.

## روابط خارجية
- كولن جونز على موقع مرجع كرة القدم المحترفة.كوم (الإنجليزية)